# Mammillaria varieaculeata
Mammillaria varieaculeata là một loài thực vật có hoa trong họ Cactaceae. Loài này được Buchenau mô tả khoa học đầu tiên năm 1966.

## Hình ảnh

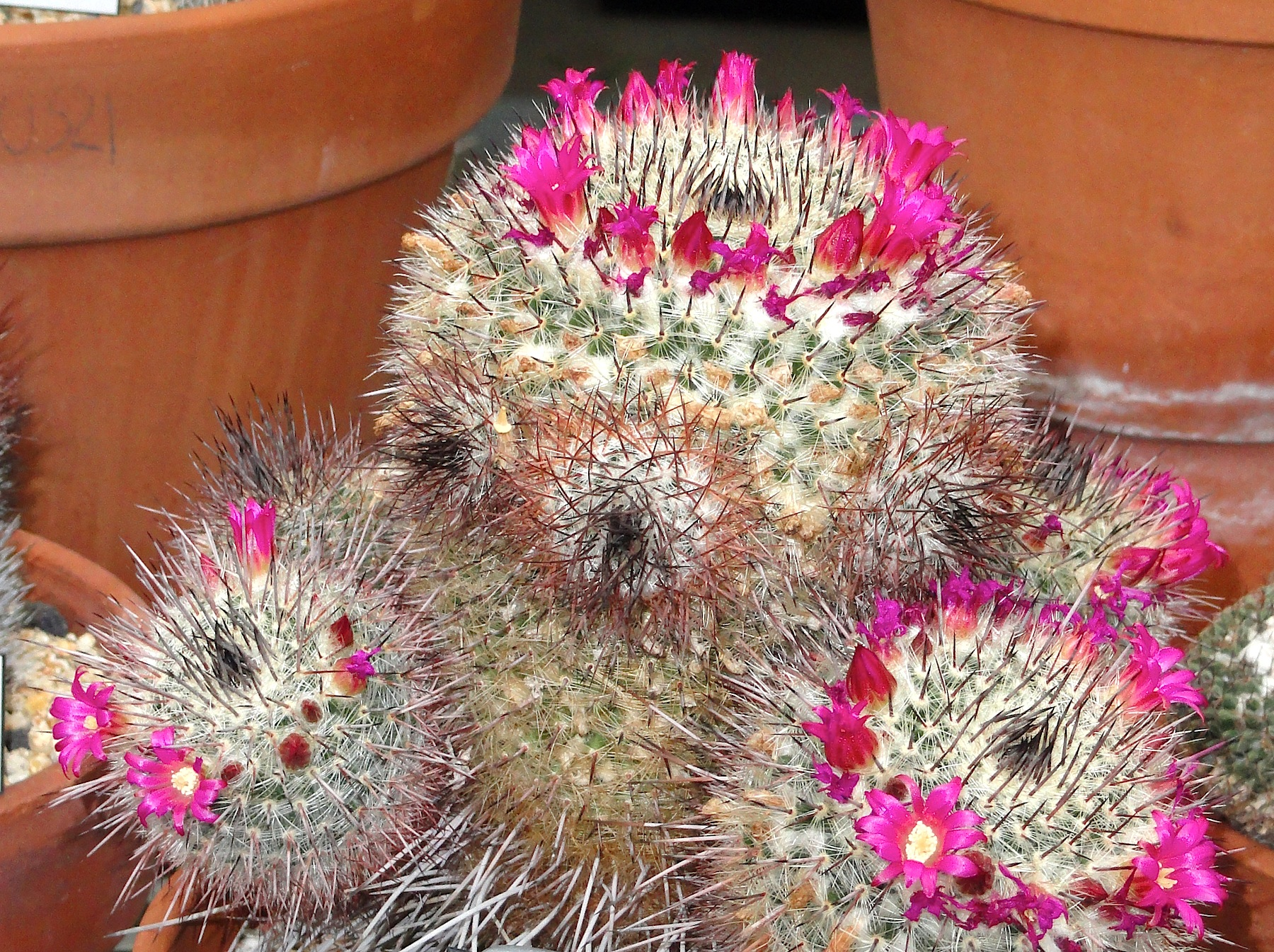